# Домон (Сома)
Домон (фр. Domesmont) насеље је и општина у североисточној Француској у региону Пикардија, у департману Сома која припада префектури Амјен.
По подацима из 2011. године у општини је живело 43 становника, а густина насељености је износила 22,16 становника/km². Општина се простире на површини од 1,94 km². Налази се на средњој надморској висини од 143 метара (максималној 150 m, а минималној 90 m).

## Демографија
| 1962. | 1968. | 1975. | 1982. | 1990. | 1999. | 2011. |
| ----- | ----- | ----- | ----- | ----- | ----- | ----- |
| 53    | 71    | 63    | 60    | 52    | 44    | 43    |

График промене броја становника у току последњих година